# شهرک محمدآباد
شهرک محمدآباد، روستایی در دهستان گابریک بخش مرکزی شهرستان جاسک در استان هرمزگان ایران است.

## جمعیت
بر پایه سرشماری عمومی نفوس و مسکن در سال ۱۳۹۵، جمعیت این روستا برابر با ۵۳۲ نفر (۱۱۶ خانوار) بوده‌است.